# Тимофеев, Владимир Васильевич
Тимофеев Владимир Васильевич - (род. 13.06.1923 года в г Ульяновск - 15.09.2006) советский военачальник, генерал-майор (19.02.1968)

## Биография
- с 03.1942 по 03.1943 — Западный фронт, командир взвода, 70 танковая бригада;[1].
- с 03.1943 по 04.1944 — Западный фронт, начальник связи батальона, 70 танковая бригада;
- с 04.1944 по 07.1945 — 1 и 2 Прибалтийские и 1 Украинский фронты, начальник связи батальона, 70 танковая бригада 5 танкового корпуса
- Остался служить в Вооруженных Силах СССР и прошел следующий жизненный путь:
- с 07.1945 по 04.1947 — Северная группа войск, начальник связи батальона, 70 танковый полк 5 танковой дивизии;
- с 04.1947 по 09.1950 — Беломорский военный округ, начальник связи полка, 70 танко-самоходный полк 367 стрелковой дивизии;
- с 09.1950 по 06.1955 — Ленинградский военный округ, слушатель-майор, Военная Академия связи;
- с 06.1955 по 11.1956 — ГСВГ (Группа Советских Войск в Германии) командир батальона — майор, подполковник, 921 батальон связи 18 мех. дивизии;
- с 11.1956 по 11.1958 — ГСВГ начальник связи - подполковник 18 мех. дивизия;
- с 11.1958 по 11.1960 — ГСВГ командир батальона — подполковник 208 отд. радиобатальон "СПЕЦНАЗ";
- с 11.1960 по 03.1962 — Московский военный округ командир батальона — подполковник, 10 отд. радиобатальон "СПЕЦНАЗ";
- с 03.1962 по 01.1967 — Советская Армия и Военно-Морской Флот начальник центра — подполковник, полковник, Радиопередающий центр узла связи Генштаба;
- с 01.1967 по 05.1972 — Сибирский Военный Округ, начальник Кемеровского Высшего военного командного училища связи — полковник, генерал-майор войск связи;
- 05.1972 по 06.1988 — Советская Армия и Военно-Морской Флот начальник Службы фельдегерско-почтовой связи Министерства Обороны, генерал-майор войск связи;
- с 11.1988 по 02.1990 — г. Москва, пенсионер;
- с 02.1990 — Советская Армия помощник начальника отдела контроля почтовых операций, Войсковая часть 52686.
- В 2000 г. — участник парада Победы на Красной площади.